# 第10回札幌国際短編映画祭
第10回札幌国際短編映画祭（SAPPOROショートフェスト）（だい10かいさっぽろこくさいたんぺんえいがさい）は、2015年10月7日〜10月12日の6日間（9日はオールナイト上映）、札幌プラザ2・5（旧札幌東宝プラザ）をメイン会場に開催された国際短編映画祭である。

## 内容
世界99ヶ国から3,321作品の応募があり、コンペティションにノミネートされたのは100作品。
特別プログラムはアジアンタイフーン、カリフォルニアショート、ミッドナイト(R-18)、初音ミク企画UGCアワード、アードマン・アニメーションズ、ベスト・アニメーション、ブランデッド・フィルム特集、ショートショートフィルムフェスティバル＆アジア、ベスト・オブ・北海道セレクション、教育フォーラム（無料）、北海道ミュージックビデオ（無料）、オフシアター(6プログラム)の139作品を上映。
メインビジュアルは北海道を拠点として活動する絵本作家・イラストレーター、そらが担当。

## SAPPOROショートフェスト2015審査員
- 大林宣彦(Nobuhiko Obayashi):映像作家/日本
- 鈴井貴之(Takayuki Suzui):映画監督/日本
- ダイアン・ペルネ(Diane Pernet):ASVOFF（英語版）映画祭 創設者、ファッションジャーナリスト/フランス
- ウィルソン J. タン(Wilson J. Tang):カバム・バンクーバー共同創設者、スタジオアートディレクター/カナダ
- イ・ジスン(Ji-Seung Lee):映画監督、プロデューサー/韓国

## SAPPOROショートフェスト2015 AWARD
※作品名、上映時間、ジャンル、制作年、国名、監督の順で表記。国名は主な制作国で出身国とは異なります。

### グランプリ
- フィルムメーカー部門 グランプリ(Filmmaker section Grand Prix)
監督：オミッド・アブドラヒ(Omid Abdollahi)/イラン

- 作品部門 グランプリ(One title section Grand Prix)
作品：『チキン』（英題：THE CHICKEN）15:00/Fiction/2014/ドイツ制作
監督：ウナ・ゴンニャック(Una Gunjak)

### 審査員賞
- 最優秀監督賞(Best Director)
作品：『ティーンランド』（英題：Teenland）30:00/Fiction/2014/デンマーク制作
監督：マリー・グラソー・ソレンセン(Marie Gratho Sorensen)

- 最優秀学生監督賞(Best Students Director)
作品：『プレゼント』（英題：The present）04:20/Animation/2014/ドイツ制作
監督：ヤコブ・フレイ(Jacob Frey)

- 最優秀脚本賞(Best Screen play)
作品：『真実の父』（英題：Father）15:32/Fiction/2014/チュニジア制作
監督：ロトフィ・アシュール(Lotfi Achour)

- 最優秀チルドレン・ショート賞(Best Children Short)
作品：『グンター』（英題：GUNTHER) 06:34/Animation/2014/韓国制作
監督：エリック・オー(Erick Oh)

- チルドレン・ショート銀賞(Children Short Silver)
作品：『プレゼント』（英題：The present）04:20/Animation/2014/ドイツ制作
監督：ヤコブ・フレイ(Jacob Frey)

- チルドレン・ショート銅賞(Children Short Bronze)
作品：『オーシャンメイカー』（英題：The OceanMaker) 10:04/Animation/2014/アメリカ制作
監督：ルーカス・マーテル(Lucas Martell)

- 最優秀撮影賞(Best Cinematography)
作品：『決戦の日』（英題：Best Man Wins）19:59/Fiction/2014/アメリカ制作
監督：ステファン・ドゥモンシアウ(Stéphane Dumonceau)

- 最優秀ミニショート賞(Best Mini Short)
作品：『えさ』（英題：Prey）04:20/Animation/2014/韓国制作
監督：キム・ボヨン(Boyoung Kim)

- 最優秀作曲賞(Best Original Score)
作品：『カナリアは知っている』（英題：The Canaries Know）16:50/Fiction/2014/コソボ制作
監督：カルトリーナ・クラスニチ(Kaltrina Krasniqi)

- 最優秀ノンダイアログ賞(Best Non Dialogue)
作品：『ザ・レース』（英題：The Race）14:30/Animation/2014/フランス制作
監督：ミハエル・ル・モール(Michael Le Meur)

- 最優秀アニメーション賞(Best Animation)
作品：『バタフライ』（英題：Sweet Cocoon）05:54/Animation/2014/フランス制作
監督：マテオ・ベルナール、 マチアス・ブリュジェ、ジョナタン・デュレ、マノン・マルコ、カンタン・ピラヴォー(Matéo Bernard, Matthias Bruget, Jonathan Duret, Manon Marco, Quentin Puiraveau)

- 最優秀アジアンショート賞(Best Asian Short)
作品：『溺境』（英題：Under The Water）26:39/Fiction/2014/台湾制作
監督：チェンニエン・コー(Chen Nien Ko)

- 最優秀国内作品賞(Best National Short)
作品：『小春日和』（英題：A Warm Spell）25:00/Fiction/2014/日本制作
監督：齋藤俊道(Toshimichi Saito)

- 最優秀北海道作品賞(Best Hokkaido Short)
作品：『ハングリー・フォー・ラブ』（英題：Hungry for Love）15:00/Fiction/2015/日本制作
監督： ジャスティン・アンブロシーノ(Justin Ambrosino)

- 最優秀コンテンポラリー / エクスペリメンタルショート賞(Best Contemporary / Experimental Short)
作品：『嘆きの夜』（英題：Seven Times a Day We Bemoan Our Lot and at Night We Get Up to Avoid Dreaming）17:30/Experimental/2014/ドイツ制作
監督：スーザン・マリーア・ヘンベル(Susann Maria Hempel)

- 審査員賞 by ダイアン・ペルネ (Jury Award by Diane Pernet)
作品：『ベッドから起きる』（英題：From Bed Thou Arouse）22:59/Fiction/2014/ポーランド制作
監督：バルトッシ・コノプカ (Bartosz Konopka)

- 審査員賞 by ウィルソン J. タン (Jury Award by Wilson J. Tang)
作品：『100年の謝罪』（英題：The Apology）22:29/Fiction/2015/日本制作
監督：渋谷 悠(Yu Shibuya)

- 審査員賞 by 大林宣彦 (Jury Award by Nobuhiko Obayashi)
作品：『女生徒』（英題：JOSEITO）14:00/Animation/2014/日本制作
監督：塚原 重義(Shigeyoshi Tsukahara)

- 審査員賞 by イ・ジスン (Jury Award by Ji-Seung Lee)
作品：『ソシオパス』（英題：Sociopath）05:00/Fiction/2015/日本制作
監督：A.T.(A.T.)

- 審査員賞 by 鈴井貴之 (Jury Award by Takayuki Suzui)
監督：ラファエル・ボリガー(Rafael Bolliger)/スイス

- 最優秀ドキュメンタリー賞(Best Documentary)
作品：『ママが幸せなら、みんなハッピー！』（英題：If Mama Ain't Happy, Nobody's Happy）24:48/Documentary/2014/オランダ制作
監督：ミア・ドルス・ドゥ・ヨング(Mea Dols de Jong)

- 最優秀男優賞（Best Actor)
作品：『ホール』（英題：Hole）15:00/Fiction/2014/カナダ制作
監督：マーティン・エドラリン(Martin Edralin)

- 最優秀女優賞（Best Actress）
作品：『ミセス・アルベルティーヌ』（英題：Albertine）19:00/Fiction/2014/フランス制作
監督：アレクシ・ファン・ストラトゥム(Alexis van Stratum)

- 最優秀子役賞（Best Children Actor）
作品：『自転車』（英題：Bicycle）20:00/Fiction/2014/インド制作
監督：メイルサン・ランガスワーミィ(Mailesan Rangaswamy)

- 最優秀子役賞（Best Children Actress）
作品：『チキン』（英題：THE CHICKEN）15:00/Fiction/2014/ドイツ制作
監督：ウナ・ゴンニャック(Una Gunjak)

- 最優秀美術賞(Best Production Design)
作品：『ティーンランド』（英題：Teenland）30:00/Fiction/2014/デンマーク制作
監督：マリー・グラソー・ソレンセン(Marie Gratho Sorensen)

SAPPOROショートフェスト2015において下記の各賞は該当なし
- 最優秀編集賞(Best Editing)

### 特別賞
- 札幌市平和賞(Sapporo Peace Award)
作品：『チキン』（英題：THE CHICKEN）15:00/Fiction/2014/ドイツ制作
監督：ウナ・ゴンニャック(Una Gunjak)

- クリプトン・ベスト・サウンド・アワード(CRYPTON Best Sound Award)
作品：『不思議の国 - スボティカ』（英題：Subotika-Land of Wonders）14:02/Fiction/2015/スイス制作
監督：ピーター・フォルカート(Peter Volkart)

- アミノアップ北海道監督賞(Amino Up Hokkaido Director Award)
作品：『マイ・リトル・ガイドブック』（英題：My little guidebook）27:19/Fiction/2015/日本制作
監督：逢坂芳郎(Yoshiro Osaka)

- 観光庁長官賞(Japan Tourism Agency Award)
作品：『シャッターｘシャッター』（英題：shutter x shutter）25:00/Fiction/2015/日本制作
監督：中鉢貴啓(Takahiro Chubachi)

- UGCアワード最優秀賞(UGC Award Grand Prize)
作品：『ロストボーイの手をとって』（英題：Taking Hand of Lostboy）05:57/Animation/日本制作
監督：R太(R-ta)

- UGCアワード優秀賞(UGC Award First Prize)
作品：『キャラメルヘヴン』（英題：Caramel Heaven）03:57/Animation/日本制作
監督：Not-116(Not-116)

- UGCアワード優秀賞(UGC Award First Prize)
作品：『RED ENCROACHMENT-3DPV』（英題：RED ENCROACHMENT-3DPV）04:25/Animation/日本制作
監督：IKEDA (IKEDA)

- オーディエンスアワード 作品部門(Audience Award-One Title Section)
作品：『リアリティー＋』（英題：Reality+）22:29/Fiction/2014/フランス制作
監督：コラリー・ファルジャ(Coralie Fargeat)

- オーディエンスアワード フィルムメーカー部門(Audience Award-Filmmakers' Section)
監督：ラファエル・ボリガー(Rafael Bolliger)/スイス

- 市民審査員賞 作品部門(Public Jury Award-One Title Section)
作品：『ノスタルジスト』（英題：The Nostalgist）17:41/Fiction/2014/イギリス制作
監督：ジャコモ・チミニ(Giacomo Cimini)
作品：『ラグ』（英題：Lag）03:55/Fiction/2014/ルーマニア制作
監督：アントン・グローブス、ボグダン・オルクラ(Anton Groves, Bogdan Orcula)

- 市民審査員賞 フィルムメーカー部門(Public Jury Award-Filmmakers' Section)
監督：ラファエル・ボリガー(Rafael Bolliger)/スイス